# Marcel Gibaud
Pour les articles homonymes, voir Gibaud.
Marcel Gibaud est un réalisateur français, né le 22 juillet 1921 à Paris 14e, où il est mort le 28 novembre 1971.

## Filmographie
Courts métrages
- 1946 : Le Bâton
- 1948 : Transports urbains
- 1950 : Histoire des pin-up girls (Le Procès des pin-up girls)
- 1951 : Station mondaine
- 1951 : Le Dictionnaire des pin-up girls
- 1951 : L'Art du Haut-Rhénan
- 1951 : En quête de Marie
- 1953 : La Seine et ses marchands (coréalisateur : André Gillois)
- 1954 : Croissance de Paris
- 1954 : Ballade parisienne
- 1956 : Paris d'hier et d'aujourd'hui
- 1958 : Le Printemps de la mer
- 1962 : Le Lit
- 1962 : 500 millions d'andouilles
- 1963 : L'Amour à Paris
- 1963 : Les Imagiers
- 1966 : L'Invention du diable

Longs métrages
- 1950 : La Rue sans loi
- 1952 : La Vie de Jésus